# Carmen Gil Martínez
Carmen Gil-Bonachera Martínez (La Línea de la Concepción, 29 de septiembre de 1962) escritora española y profesora de literatura que escribe e ilustra cuentos, teatro y poesía para la infancia.

## Biografía
Nació en La Línea de la Concepción, Cádiz, el 29 de septiembre de 1962. Es profesora de literatura en el IES San Blas de Aracena (Huelva).

## Trayectoria
Comenzó a publicar libros en 2003, fecha desde la cual se han editado más de 90 obras suyas, muchas de ellas traducidas a diversos idiomas, aparte de todos los del territorio español. Está especializada en literatura infantil, labor que comparte con la enseñanza y la animación cultural para la infancia. Ha realizado proyectos de teatro, títeres, cuentacuentos, talleres de danza, etc. Imparte cursos de poesía en colegios de educación primaria. Da charlas de animación a la lectura para familias y profesorado. Colabora con varias instituciones (Instituto Cervantes, Centro Andaluz de las Letras, Gobiernos Autonómicos, Universidades…) dando algunas conferencias y realizando encuentros con personas lectoras.
En 2011 la Junta de Andalucía le concedió la Medalla de Oro al Mérito en Educación por su labor de animación a la lectura.
Creó la revista digital de poesía infantil, Cosicosas.

## Obras
- "El secreto de la abuela Petra" (Editorial Kokoro)[6]

- Crececuentos: diez cuentos para hacerse mayor (Editorial Parramón)

- Las cosas del aire (Editorial Cuento de Luz) (Traducido al inglés)[7]

- La caja de los agujeros (Editorial Cuento de Luz) (Traducido al inglés)[8]

- Soy una bruja (Editorial Aljibe)

- El libro del mi-mi-miedo (Editorial GEU)

- El libro de los monstruos (EditorialToromítico)

- Chucu viaja a la Prehistoria (Grupo SM)

- Sueñacuentos: diez cuentos para soñar toda la noche (Editorial Parramón) (Traducido al francés, catalán y gallego)

- Las aventuras del hada Marcela (Editorial Algar)

- Versos de cuento  (Grupo SM)

- ¡Qué fastidio ser princesa! (Cuento de Luz) (Traducido al inglés)

- Historia de una cucaracha (Cuento de Luz) (Traducido al inglés y al catalán)

- El libro de las princesas (Toromítico)
- ¡Brujas! (Edimáter, 2013)[9]

- Chucu y el pollito Cascarón  (Grupo SM)

- Lila y el fantasma de la colina (Grupo SM)

- El sueño de Pinto  (Grupo SM)

- Bebo y Teca, de paseo con las letras (colección 11 libros con cuentos y poesías)  (Grupo SM)

- Superhéroes en apuros: 10 cuentos para dibujar sonrisas (Parramón) (Traducido al catalán)

- Cuando te enamoras (GEU)

- La Casa del Tejo (Edimáter, 2012)[10]

- Los Vampiria no descansan  (Grupo SM)

- Coeducación en el cole (CCS)

- La paloma Mari Paz  (Grupo SM)

- Las divertidas aventuras del caballero Godofredo (Versos y Trazos) (Traducido al catalán)

- ¡Qué miedo! (Aljibe)

- El libro de los piratas (Toromítico)

- Los fantasmas de la mansión de tía Ágata (Laberinto)

- Cuento de la Alhambra (Versos y Trazos)

- Chucu y el hada Margarita  (Grupo SM)

- Lila y el dragón verde limón  (Grupo SM)

- Pinto y la bruja Braulia  (Grupo SM)

- Granada, un recorrido en pictogramas  (Grupo SM)

- ¡Hoy es fiesta! (CCS)

- Pistacho, el perro verde (Aljibe)

- Los amigos de Peca  (Grupo SM)

- El viaje de Lino  (Grupo SM)

- ¿Mi vecina es una bruja? (Algar) (Traducido al catalán y al vasco)

- El hado Waldo (Algar)

- Los duendes barrigudos  (Grupo SM)

- El tesoro de la laguna (Versos y Trazos)

- Me llamo Ana Frank (Parramón)

- El príncipe sapo (Versos y Trazos)

- Cuentos para pasar miedo... o no tanto (Toro Mítico-Almuzara)

- La familia Trotadeporte viaja a Pekín  (Grupo SM)

- La familia Trotadeporte en la piscina olímpica  (Grupo SM)

- La familia Trotadeporte en la cancha de baloncesto  (Grupo SM)

- La familia Trotadeporte en el gimnasio olímpico  (Grupo SM)

- La familia Trotadeporte en la pista de atletismo  (Grupo SM)

- La giganta Cereza (Planeta-Oxford)

- A la sombra de otro amor (Algar)

- Unos animales muy originales (Colección Caracol, CEDMA)

- El libro de las hadas (Toro Mítico-Almuzara)

- La mansión misteriosa (Combel)

- Me llamo John Lennon (Parramón) (Traducido al catalán)

- El pirata Patarata y su abuela Celestina (Laberinto)

- Las brujas trillizas (Editorial CCS)

- La sonrisa de Daniela (Kalandraka, 2007)[11][12] (Traducido al gallego, catalán y portugués)

- ¡Vaya lata de pirata! ( Editorial CCS)

- La princesa que bostezaba a todas horas (Oqo) (Traducido al catalán, gallego, portugués, italiano, francés, coreano y turco)

- ¡A jugar con los poemas! (Editorial CCS)

- El caballero Pepino (Oqo) (Traducido al gallego)

- La detective Julieta y el caso del ratón Pérez (Laberinto)

- La detective Julieta y el misterio de la clase (Laberinto)

- El tesoro de Casimiro el Feo (Editorial Algar)

- Pictogramas en la historia de El Cid Campeador  (Grupo SM)

- Leer, contar y jugar (Editorial CCS)

- Celeste, la estrella marina (Combel)

- Un fantasma con asma (Kalandraka Editora)[13] (Traducido al gallego)

- La mona Simona (Imaginarium) (Traducido al italiano, portugués, francés y catalán)

- Versos de colores (Colección Ajonjolí, Editorial Hiperión)

- ¿Por qué bostezamos? (Editorial Parramón) (Traducido al catalán)

- ¿Por qué nos ponemos rojos como tomates? (Editorial Parramón) (Traducido al catalán)

- No somos bichos raros (GDR)

- Cuentos mágicos de brujas (Timun Mas) (Traducido al catalán)

- Engracia, la princesa sosa (Lumen)

- La historia de El Cid Campeador (Lumen) (Traducido al hebreo)
- Monstruos, brujas y fantasmas (Brosquil)

- ¿Por qué nos damos besos? (Parramón) (Traducido al catalán)

- ¿Por qué se nos pone la piel de gallina? (Parramón) (Traducido al catalán)

- ¡Cuánto cuento! (Colección Calcetín-Editorial Algar)

- Papandujas y zarandajas (Hiperión)

- Un vampiro en el Polo  (Grupo SM) (Traducido al catalán)

- Las locas aventuras del caballero y su juglar (Planeta-Oxford)

- ¿Por qué somos de diferentes colores? (Parramón) (Traducido al catalán)

- ¿Por qué los gemelos son tan iguales? (Parramón) (Traducido al catalán)

- Me llamo Cleopatra (Parramón) (Traducido al catalán, inglés y portugués))

- Me llamo Teresa de Calcuta (Parramón) (Traducido al catalán y polaco)

- El hada Roberta (Editorial Bambú, nuevo sello de Casals)

- El tesoro de Quico (Grupo SM)

- El marciano marcial (Algar)(Traducido al catalán, gallego y vasco)

- Tengo 3 años (Timun Mas, 2008)[14] (Traducido al catalán y portugués)

- La niña del zurrón (Diario Sur)

- Piel de piojo, aro de hinojo (Diario Sur)

- El Castillo de Irás y No Volverás (Diario Sur)

- El caballito de siete colores (Diario Sur)

- Iván, el caballero valiente (Algar)

- Fomento de la lectura en el aula de Infantil (Grupo SM)

- Historias de dragones (Bruño Perú)

- Adaptaciones para Combel.

## Premios y reconocimientos
- En febrero de 2012 recibió la Medalla de Oro al Mérito en Educación[15] otorgado por la Junta de Andalucía.
- Su libro "La sonrisa de Daniela" obtuvo el premio "White Raven" de la Biblioteca Internacional Jugend de Múnich (Alemania).[3]
- La Federación Navarra de ikastolas premió en la campaña Juul de 2011, su libro "La princesa que bostezaba a todas horas"
- Con su libro "The book of holes" consiguió el segundo premio al Mejor Álbum Ilustrado, y con mención especial con "Las cosas del Aire" en el International Latino Book Awards de 2014[16][17][18]